# تجری به قتل
تجری به قتل یا شروع به قتل یا اقدام به قتل به این معنی است که فرد اقدام به قتل نماید اما نتیجه بر اساس قصد وی محقق نشود. این کار در حوزه‌های قضایی مختلف جرم محسوب می‌شود و مجازات آن معمولاً از قتل کمتر است، با این حال با توجه به شرایط انجام جرم و حوزهٔ قضایی، مجازات آن می‌تواند هم‌اندازهٔ مجازات قتل باشد.

## کانادا
ماده ۲۳۹ قانون جزا، حداکثر مجازات تجری به قتل را حبس ابد تعیین کرده است. در صورت استفاده از اسلحه، حداقل مجازات چهار، پنج یا هفت سال است که بستگی به محکومیت قبلی و ارتباط با جنایات سازمان یافته دارد.

## ایران
مادهٔ ۱۱۶ کتاب پنجم قانون مجازات اسلامی می‌گوید «هر گاه کسی شروع به قتل عمد نماید ولی نتیجه منظور بدون اراده وی محقق نگردد به شش ماه تا سه سال حبس تعزیری محکوم‌خواهد شد.»